# Alibag
Alibag es una ciudad y  municipio situada en el distrito de Raigad en el estado de Maharashtra (India). Su población es de 20743 habitantes (2011). Se encuentra 86 km de Bombay y a 143 km de Pune.

## Demografía
Según el censo de 2011 la población de Alibag era de 20743 habitantes, de los cuales 10646 eran hombres y 10097 eran mujeres. Alibag tiene una tasa media de alfabetización del 92,18%, superior a la media estatal del 82,34%: la alfabetización masculina es del 94,92%, y la alfabetización femenina del 89,31%.

## Clima
| Parámetros climáticos promedio de Alibag (1981–2010, extremes 1933–2012) | Parámetros climáticos promedio de Alibag (1981–2010, extremes 1933–2012) | Parámetros climáticos promedio de Alibag (1981–2010, extremes 1933–2012) | Parámetros climáticos promedio de Alibag (1981–2010, extremes 1933–2012) | Parámetros climáticos promedio de Alibag (1981–2010, extremes 1933–2012) | Parámetros climáticos promedio de Alibag (1981–2010, extremes 1933–2012) | Parámetros climáticos promedio de Alibag (1981–2010, extremes 1933–2012) | Parámetros climáticos promedio de Alibag (1981–2010, extremes 1933–2012) | Parámetros climáticos promedio de Alibag (1981–2010, extremes 1933–2012) | Parámetros climáticos promedio de Alibag (1981–2010, extremes 1933–2012) | Parámetros climáticos promedio de Alibag (1981–2010, extremes 1933–2012) | Parámetros climáticos promedio de Alibag (1981–2010, extremes 1933–2012) | Parámetros climáticos promedio de Alibag (1981–2010, extremes 1933–2012) | Parámetros climáticos promedio de Alibag (1981–2010, extremes 1933–2012) |
| Mes                                                                      | Ene.                                                                     | Feb.                                                                     | Mar.                                                                     | Abr.                                                                     | May.                                                                     | Jun.                                                                     | Jul.                                                                     | Ago.                                                                     | Sep.                                                                     | Oct.                                                                     | Nov.                                                                     | Dic.                                                                     | Anual                                                                    |
| ------------------------------------------------------------------------ | ------------------------------------------------------------------------ | ------------------------------------------------------------------------ | ------------------------------------------------------------------------ | ------------------------------------------------------------------------ | ------------------------------------------------------------------------ | ------------------------------------------------------------------------ | ------------------------------------------------------------------------ | ------------------------------------------------------------------------ | ------------------------------------------------------------------------ | ------------------------------------------------------------------------ | ------------------------------------------------------------------------ | ------------------------------------------------------------------------ | ------------------------------------------------------------------------ |
| Temp. máx. abs. (°C)                                                     | 35.9                                                                     | 38.5                                                                     | 40.1                                                                     | 40.0                                                                     | 38.6                                                                     | 37.2                                                                     | 36.5                                                                     | 33.6                                                                     | 34.9                                                                     | 37.6                                                                     | 37.6                                                                     | 36.1                                                                     | 40.1                                                                     |
| Temp. máx. media (°C)                                                    | 29.1                                                                     | 29.3                                                                     | 30.8                                                                     | 32.0                                                                     | 33.4                                                                     | 31.9                                                                     | 30.2                                                                     | 29.7                                                                     | 30.4                                                                     | 32.6                                                                     | 33.0                                                                     | 31.0                                                                     | 31.1                                                                     |
| Temp. mín. media (°C)                                                    | 17.5                                                                     | 18.3                                                                     | 21.0                                                                     | 23.9                                                                     | 26.6                                                                     | 26.2                                                                     | 25.5                                                                     | 25.1                                                                     | 24.4                                                                     | 23.5                                                                     | 21.1                                                                     | 18.8                                                                     | 22.7                                                                     |
| Temp. mín. abs. (°C)                                                     | 9.4                                                                      | 11.2                                                                     | 14.2                                                                     | 17.6                                                                     | 21.7                                                                     | 18.3                                                                     | 20.0                                                                     | 20.4                                                                     | 20.1                                                                     | 16.2                                                                     | 14.5                                                                     | 12.7                                                                     | 9.4                                                                      |
| Lluvias (mm)                                                             | 0.6                                                                      | 0.1                                                                      | 0.2                                                                      | 0.2                                                                      | 16.4                                                                     | 584.7                                                                    | 730.7                                                                    | 555.9                                                                    | 345.4                                                                    | 76.2                                                                     | 7.2                                                                      | 3.1                                                                      | 2320.7                                                                   |
| Días de lluvias (≥ 1 mm)                                                 | 0.0                                                                      | 0.0                                                                      | 0.1                                                                      | 0.0                                                                      | 1.0                                                                      | 15.4                                                                     | 21.3                                                                     | 20.4                                                                     | 13.1                                                                     | 3.5                                                                      | 0.5                                                                      | 0.3                                                                      | 75.6                                                                     |
| Humedad relativa (%)                                                     | 62                                                                       | 63                                                                       | 65                                                                       | 70                                                                       | 72                                                                       | 80                                                                       | 84                                                                       | 83                                                                       | 79                                                                       | 70                                                                       | 65                                                                       | 63                                                                       | 71                                                                       |
| Fuente: India Meteorological Department                                  |                                                                          |                                                                          |                                                                          |                                                                          |                                                                          |                                                                          |                                                                          |                                                                          |                                                                          |                                                                          |                                                                          |                                                                          |                                                                          |